# 拓跋彌
拓跋彌（?—424年2月19日），魏明元帝拓跋嗣之子，生母不详。

## 生平
泰常七年夏四月甲戌（422年5月8日），拓跋弥被封为安定王，加卫大将军。当年十一月，魏明元帝率军亲征，准备进攻刘宋的滑台，拓跋弥的大哥泰平王拓跋焘亲自统帅六军镇守北方边境，拓跋弥和北新公安同留守京城。
始光元年春正月丙寅（424年2月19日），拓跋弥去世，谥号殇王，他没有儿子，封国被撤除。

## 延伸阅读
[在维基数据编辑]
 《魏書·卷17》，出自魏收《魏书》
 《北史·卷016》，出自李延壽《北史》